# Нойер, Мануэль
Мануэ́ль Пе́тер Но́йер (нем. Manuel Peter Neuer, немецкое произношение: [ˈmaːnu̯eːl ˈnɔʏ.ɐ]; род. 27 марта 1986, Гельзенкирхен, ФРГ) — немецкий футболист, вратарь и капитан мюнхенской «Баварии». Выступал за сборную Германии. Считается одним из лучших вратарей всех времён. Известен своим стилем игры, который включает активное участие вратаря в игре команды.
Свою карьеру Нойер начал в немецком клубе «Шальке 04», он прошёл через молодёжную академию этой команды и именно в её составе дебютировал в профессиональном футболе. Вскоре после своего дебюта Мануэль стал основным вратарём «Шальке», а в дальнейшем выиграл вместе с этой командой Кубок Германии. В 2011 году перешёл в другой немецкий клуб — «Баварию». В её составе Нойер завоевал множество трофеев как в Германии, так и за её пределами, вместе со своим клубом он, в частности, дважды выиграл «требл». На протяжении карьеры Мануэль выигрывал и индивидуальные награды: он был по пять раз признан лучшим вратарём Европы по версии УЕФА и лучшим вратарём мира по версии МФФИИС. В 2014 году Нойер занял третье место в голосовании на награду «Золотой мяч». В 2021 году был признан лучшим вратарём прошедшего десятилетия по версии МФФИИС.
В составе сборной Германии Нойер начал выступать с ранних лет, в национальной команде до 21 года он стал чемпионом Европы среди молодёжных сборных. С 2009 года стал играть в основной сборной Германии. В её составе он принял участие в четырёх чемпионатах Европы: в 2012, 2016, 2020 и 2024 году, в первых двух случаях Мануэль стал бронзовым призёром турнира. Он принял участие и в четырёх чемпионатах мира (2010, 2014, 2018 и 2022). Чемпионат мира 2014 года стал для сборной Германии победным, а Нойер был признан лучшим вратарём того турнира и получил «Золотую перчатку».

## Ранние годы
Мануэль Нойер родился 27 марта 1986 года в немецком городе Гельзенкирхен в семье Петера и Мариты Нойеров. В молодости отец обучался на профессию парикмахера, однако впоследствии стал полицейским. Он также играл и в футбол. Петер выступал в молодёжных командах «Айнтрахта» из Гельзенкирхена и «Шальке 04», однако даже на молодёжном уровне ему не удалось достичь серьёзных успехов, в связи с чем он стал играть в гандбол. Петер Нойер отличался легкоатлетическими качествами, что передалось и его сыну. У Мануэля есть старший брат Марсель, а также сводный брат Стефан и сводная сестра Стефани. Помимо него в семье нет футболистов, лишь Марсель аналогично пытался построить футбольную карьеру, однако в юные годы ему не хватало технической одарённости, поэтому он стал футбольным арбитром.
Футбольный талант Мануэля заметили ещё в его детстве. Свой первый футбольный мяч он получил как подарок уже в двухлетнем возрасте. Нойер сильно увлёкся футболом и с ранних лет много времени играл в него, он не расставался с мячом даже во время прогулок с семьёй. В 1991 году, когда Нойеру ещё не было и пяти лет, его записали в детскую команду «Шальке 04». Этот клуб был не единственным вариантом для молодого Мануэля на тот момент, однако его родители болели именно за «горняков», что и сыграло ключевую роль в выборе команды. Однако Нойер играл не только в футбол. Зимой он часто катался на лыжах, а также занимался теннисом до 14 лет. В данном виде спорта у него даже был кумир — Борис Беккер, однако в конце концов Мануэль отдал предпочтение футболу. Как и свои родители, Нойер тоже стал болеть за «Шальке». Его футбольными кумирами были вратари Йенс Леманн и Эдвин ван дер Сар.

## Клубная карьера

### «Шальке 04»

#### Первые годы и путь в основной состав (2004—2007)
Первоначально Нойер не хотел стоять на воротах. Он, как и практически все остальные дети, хотел играть в нападении и забивать мячи. Именно поэтому в детской команде не хватало голкиперов. Мануэль смог проявить себя на этой позиции, в связи с чем тренеры стали использовать его там постоянно. Однако Нойер всё равно хотел играть на равных вместе со всеми. Он отличался высокой работоспособностью. Стремление выходить из своих ворот и подключаться к игре команды в роли свободного защитника возникло у молодого Нойера уже тогда. На этот аспект обращали внимание и тренеры «Шальке», они стремились научить вратарей принимать активное участие в игре и много работать ногами. В 14-летнем возрасте Мануэль мог покинуть «Шальке». На тот момент он не отличался высоким ростом, из-за чего в клубе возникали сомнения в отношении его перспектив. Однако самого Нойера эта ситуация не выбила из колеи, он продолжал играть и тренироваться, что продемонстрировало его психологическую устойчивость. Несмотря на скепсис в отношении Мануэля, а также наличия других вратарей, один из тренеров молодёжной команды «Шальке» Лотар Матущак, видевший в Нойере серьёзные задатки, настоял на сохранении молодого немца в клубе. Несмотря на это, ситуация для Нойера всё равно оставалась непростой. Помимо невысокого роста, он не отличался и с физической точки зрения, из-за чего другие игроки его дразнили. Но он старался прибавлять с каждой новой игрой, тренеры отмечали то, что несмотря на физическую слабость, он почти всегда принимал правильное решение на поле. Впоследствии Мануэль стал более развитым и с физической стороны. Помимо принятия правильных решений, он выделялся среди других вратарей и способностями к игре в поле, а также постоянным рвением к этому. В дальнейшем Нойер смог стать основным вратарём молодёжной команды. Сезон 2004/05 стал для него довольно успешным: «Шальке» занял второе место в дивизионе «Запад» чемпионата Германии среди молодёжных команд. В возрасте 19 лет Нойер стал играть за вторую команду «Шальке», которая выступала в Оберлиге.
В сезоне 2005/06 Нойер был переведён в первую команду, однако он стал лишь третьим вратарём «Шальке». Основным считался Франк Рост, запасным — Кристофер Хаймерот. В том сезоне Мануэль только два раза попал в заявку своей команды, в основном играя лишь в «Шальке 04 II». Перед началом сезона 2006/07 Нойера хотел купить другой немецкий клуб — «Кёльн», недавно выбывший во вторую Бундеслигу. Мануэля не устраивало положение в его текущей команде, в связи с чем переход был практически согласован. Однако в тот же период из команды ушёл запасной голкипер Хаймерот, поэтому Нойер остался в «Шальке». В начале нового сезона Франк Рост получил травму, из-за чего Мануэль получил возможность дебютировать в основном составе. Это произошло 19 августа 2006 года, Мануэль не пропустил ни одного мяча в игре с «Алеманнией», а также показал хороший уровень игры. Несмотря на удаление в составе «Шальке», команда победила со счётом 1:0. Впоследствии Нойер ещё раз сыграл в воротах основной команды, однако позже Рост восстановился от травмы и вернулся на поле, в следующие несколько недель Мануэль играл лишь в составе дубля.

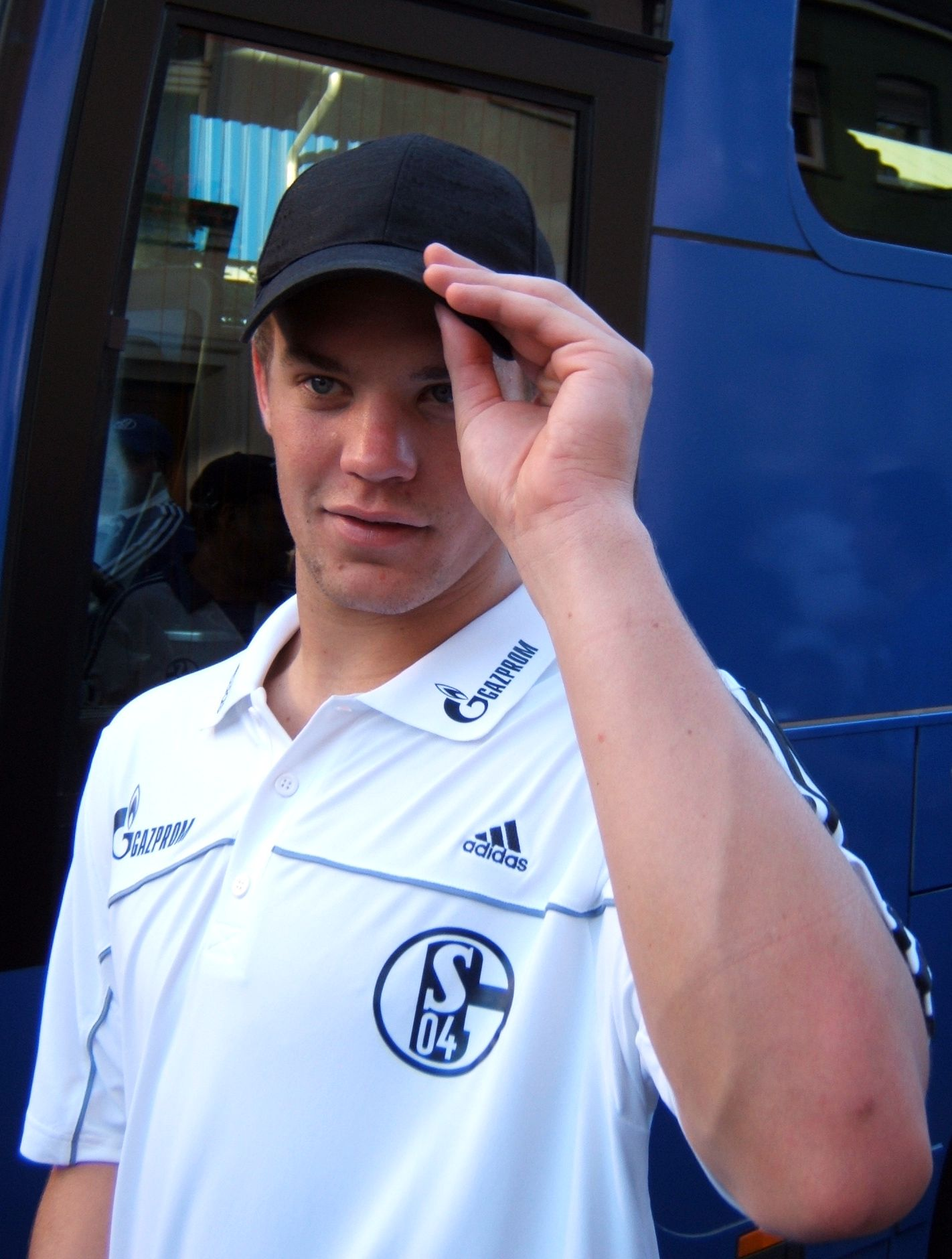
Мануэль Нойер в качестве игрока «Шальке 04»

Несмотря на возвращение основного голкипера, команда в этом сезоне показывала невыразительные результаты. В матче десятого тура чемпионата Германии против «Баварии» главный тренер Мирко Сломка принял решение поменять вратаря и выпустил в основном составе Мануэля Нойера. С тех пор именно он стал основным голкипером «Шальке», Рост больше ни разу не вышел в матчах Бундеслиги за эту команду, а в начале января 2007 года и вовсе покинул «Шальке». Нойер стал самым молодым вратарём Бундеслиги, который играл в основном составе. За тот период он сильно прибавил в росте: к марту 2007 года Мануэль вырос до 193 сантиметров, улучшилось и его физическое развитие. После смены Роста на Нойера результаты команды улучшились, следующие 14 матчей закончились без поражений, сам Мануэль в них пропустил только 10 мячей. «Шальке» до последнего тура боролся за чемпионский титул, однако его в итоге выиграл «Штутгарт». Нойер был выбран лучшим вратарём сезона в Бундеслиге. Несмотря на некоторые ошибки, он 13 раз оставил свои ворота «сухими» и выделялся большим арсеналом умений, к примеру, у него была быстрая реакция, грамотная позиционная игра, он помогал своей команде начинать атаки вводом мяча от ворот и удерживать преимущество во владении, когда это было необходимо. Помимо этого, он раздавал различные указания защитникам.

#### 2007—2011
Перед сезоном 2007/08 в «Шальке» увеличилось количество вратарей. К Нойеру и запасному Тони Тапаловичу прибавились Ральф Ферманн и Маттиас Шобер. Несмотря на увеличившуюся конкуренцию, Нойер остался основным голкипером. В том сезоне «Шальке» участвовал в Лиге чемпионов, 18 сентября 2007 года в этом турнире провёл свой первый матч и Мануэль. В той игре он допустил ошибку: «Шальке» противостоял «Валенсии», после того как Нойер не смог зафиксировать мяч в руках нападающий испанского клуба Давид Вилья открыл счёт, в результате чего «горняки» проиграли 0:1. Впоследствии немецкий голкипер совершил ещё несколько ошибок: в матчах против «Ганзы» и «Челси». В первом случае он отдал неточную передачу, которая привела к голу, из-за чего «Шальке» упустил победу и лишился шансов на чемпионство. В игре против «Челси» мяч выскочил у него из рук и закатился в ворота. После неудачных игр Нойера начали критиковать. Некоторым не нравился стиль игры голкипера, они считали его легкомысленным и суетливым. Главный тренер Сломка защищал Мануэля от критики в СМИ и считал, что ему необходимо продолжать играть в подобном стиле. Несмотря на ряд ошибок, Нойер продолжил быть основным игроком команды. В том, что он остался основным вратарём, сыграло роль и положительное к нему отношение болельщиков «Шальке», так как Мануэль сам был поклонником этой команды и даже входил в фан-клуб. Впоследствии он провёл ряд удачных игр, из-за чего критичные оценки больше не появлялись. Одной из таких удачных игр стала встреча с «Порту» в матче 1/8 финала Лиги чемпионов в марте 2008 года. Нойер несколько раз спасал свою команду по ходу игры, а в серии послематчевых пенальти отразил два удара. Благодаря этому «Шальке» одержал победу и вышел в четвертьфинал. Однако там «горняки» проиграли оба матча против «Барселоны», чемпионат же «Шальке» завершил на третьей позиции. Тот сезон стал первым для Нойера, в котором он вышел во всех 34 матчах Бундеслиги. В них он пропустил 32 мяча, лишь бывший его партнёр Франк Рост, а также Оливер Кан смогли добиться лучшего результата.
Сезон 2008/09 «Шальке» провёл под руководством нового тренера — Фреда Рюттена. Этот сезон сложился для клуба не лучшим образом. Уже в летнем товарищеском матче Нойер сломал плюсневую кость, из-за чего не смог играть в первых матчах лиги. Во время его отсутствия в воротах стоял Маттиас Шобер, с которым «Шальке» не смог пройти квалификационный раунд Лиги чемпионов, немецкий клуб по результатам двух игр уступил испанскому «Атлетико Мадрид». Нойер вернулся в основной состав в начале октября, он вышел на поле в матче Кубка УЕФА против АПОЭЛ. В дальнейшем Мануэль провёл практически все оставшиеся матчи сезона в качестве основного вратаря. Несмотря на это, «Шальке» выбыл из группового этапа Кубка УЕФА, розыгрыш Кубка Германии завершился для клуба стадией четвертьфинала, а в Бундеслиге «горняки» расположились посередине таблицы. По ходу сезона был уволен и главный тренер Рюттен. Перед сезоном 2009/10 команду возглавил Феликс Магат. Под руководством нового тренера «Шальке» вернулся на верхние строчки в таблице национального первенства. Команда некоторое время находилось на первой позиции, однако в итоге вновь заняла лишь второе место. Нойер стал единственным игроком «Шальке», который провёл все матчи Бундеслиги от начала до конца. Он был признан лучшим вратарём чемпионата Германии по версии спортивного канала Sport1 и журнала Schöner Wohnen.

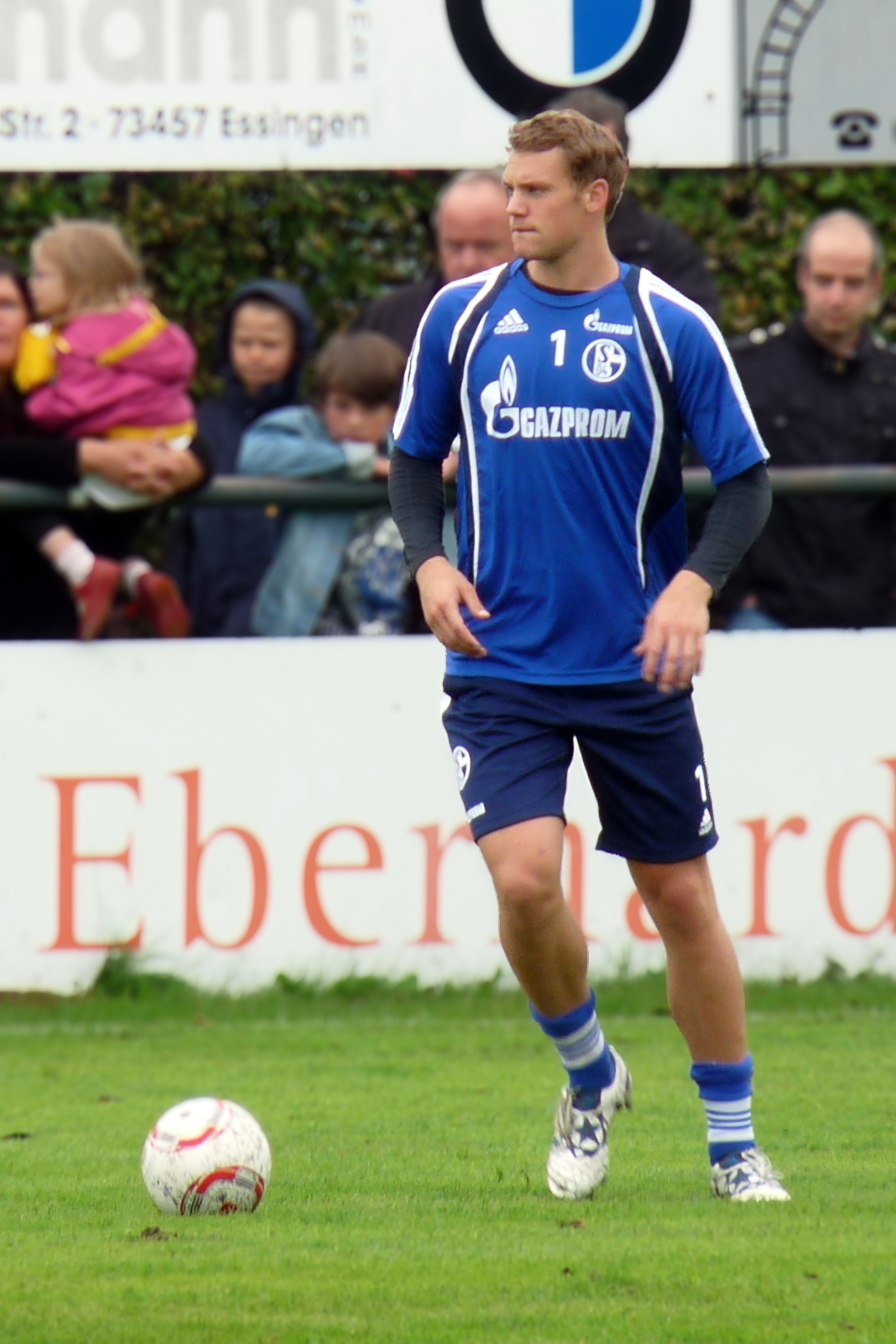
Нойер в августе 2010 года

В сезоне 2010/11 Нойер стал капитаном «Шальке 04», он сменил на этом посту Хайко Вестермана. Команду также пополнили новые игроки: Рауль, Клас-Ян Хюнтелар, Хосе Мануэль Хурадо и Кристоф Метцельдер. Главный тренер Магат был намерен построить команду, которая в течение следующих лет сможет завоевать чемпионский титул. Несмотря на подобные намерения, этот сезон сложился для команды Нойера не лучшим образом. Уже в его начале в матче за Суперкубок Германии «горняки» проиграли «Баварии»: Нойер пропустил в свои ворота два мяча. С того момента и на протяжении всего дальнейшего сезона в СМИ активно обсуждался возможный переход Мануэля в «Баварию» следующим летом. Несмотря на новые приобретения, а также победу в игре Бундеслиги с «Баварией» во многом благодаря удачному выступлению Нойера, зимой «Шальке» находился лишь в середине таблицы. В марте 2011 года Мануэль сообщил тренеру Магату о том, что не намерен продлевать свой контракт с клубом. Несмотря на желание «Баварии» заполучить игрока, эта идея не понравилась ультрас мюнхенского клуба. Это было связано с тем, что Нойер был болельщиком «Шальке», а предательство своих предпочтений в пользу другого клуба ультрас воспринимали негативно. В составе «Баварии» также тогда выступал молодой вратарь Томас Крафт, которого представители фанатских группировок хотели видеть на позиции вратаря. Это вылилось в некий протест против предстоящего трансфера в матче полуфинала Кубка Германии, в котором «Шальке 04» вновь играл с «Баварией». Болельщики мюнхенского клуба активно освистывали Нойера на протяжении всего поединка, однако это не помешало «горнякам» одержать победу 1:0. Сам Нойер в том матче демонстрировал привычное ему спокойствие. После игры президент «Баварии» Ули Хёнесс извинился перед Нойером, а также начал опасаться, что эта ситуация отпугнёт его от перехода в мюнхенский клуб. Опасение происходило и из-за интереса к немецкому голкиперу со стороны многих ведущих европейских команд. Несмотря на всё это, Мануэль в качестве продолжения своей карьеры выбрал переход именно в «Баварию».
Тот сезон «Шальке» закончил на 14-м месте: этот результат стал самым плохим за последние 17 лет. В четвертьфинале Лиги чемпионов Нойер допустил ошибку: уже на первой минуте матча он выбежал из своих ворот чтобы прервать атаку соперника, однако мяч в итоге отскочил к другому игроку итальянской команды — Деяну Станковичу, который практически с центра поля смог забить гол в пустые ворота. Несмотря на это, «Шальке» смог одержать победу в этом матче. В Кубке Германии «горнякам» удалось выйти в финал. Тот матч стал последним выступлением Нойера в футболке «Шальке». Клуб из Гельзенкирхена одержал победу над «Дуйсбургом» со счётом 5:0, благодаря чему Мануэль выиграл свой первый клубный трофей в карьере.

### «Бавария»

#### Адаптация в Мюнхене и первый «требл» (2011—2013)
1 июня 2011 года появилось официальное подтверждение перехода Мануэля Нойера из «Шальке 04» в «Баварию». Он подписал с клубом из Мюнхена пятилетний контракт. Как позднее отмечал сам Нойер, его переход в «Баварию» состоялся из-за более высокого уровня клуба, который позволял бороться за крупные достижения, в связи с чем он отвергал все попытки руководства «Шальке» сохранить его в клубе. Вместе с Нойером в «Баварию» на должность тренера вратарей был нанят и его друг, а также бывший партнёр по «Шальке» Тони Тапалович, это было одним из условий подписанного с Мануэлем контракта. Несмотря на негативную реакцию на переход Нойера многих болельщиков «Баварии», уже в первой же его игре после состоявшегося трансфера на «Альянц Арене» немецкого голкипера встретили аплодисментами. Однако с его переходом смирились не все. В итоге некой договорённости об уважительном отношении между Нойером и фанатами всё же удалось достичь, но члены ультрас всё равно не стали полностью принимать и поддерживать его, как когда-то Оливера Кана или Вилли Саньоля.
1 августа 2011 года Нойер впервые вышел в составе «Баварии» на матч Кубка Германии. Это произошло в первом раунде данного турнира, мюнхенский клуб в итоге одержал победу над «Айнтрахтом» из Брауншвейга со счётом 3:0. Спустя шесть дней Мануэль дебютировал за «Баварию» и в Бундеслиге. Соперником «баварцев» в том матче стала мёнхенгладбахская «Боруссия». Во втором тайме Нойер совершил ошибку, которая привела к пропущенному мячу, после этого в его сторону обращалось много критики. Первое время в «Баварии» не стало для Нойера позитивным. Сказалось и отношение ультрас, и некоторые ошибки, а также то, что для болельщиков «Баварии» примером хорошего вратаря долгие годы был Оливер Кан. У Нойера и Кана были разные стили игры, что не играло на руку Мануэлю. К различиям в понимании правильной игры голкипера болельщики смогли привыкнуть не сразу. В дальнейшем Нойеру удалось установить новый рекорд по минутам без пропущенных голов в составе «Баварии» — 1147. В своём первом сезоне в составе нового клуба Мануэль вновь стал серебряным призёром Бундеслиги, на первом месте с отрывом расположилась «Боруссия Дортмунд». Нойер провёл 33 игры в этом турнире и пропустил в них лишь 22 мяча. Несмотря на это, результаты Мануэля не были признаны выдающимися, к примеру, журнал Kicker назвал лучшим голкипером сезона Бернда Лено, а Нойер не попал даже в первую десятку. Ему удалось проявить себя в Лиге чемпионов: на стадии полуфинала Нойер отразил два удара в серии послематчевых пенальти от Криштиану Роналду и Кака, благодаря чему после решающего гола Бастиана Швайнштайгера «Бавария» выиграла матч и прошла в финал турнира. В самом финале против «Челси» игра вновь дошла до серии пенальти. Нойер отбил удар Хуана Маты, а затем из-за отсутствия на поле штатных пенальтистов Мюллера и Рибери реализовал удар сам. Однако в итоге «Бавария» потерпела поражение.

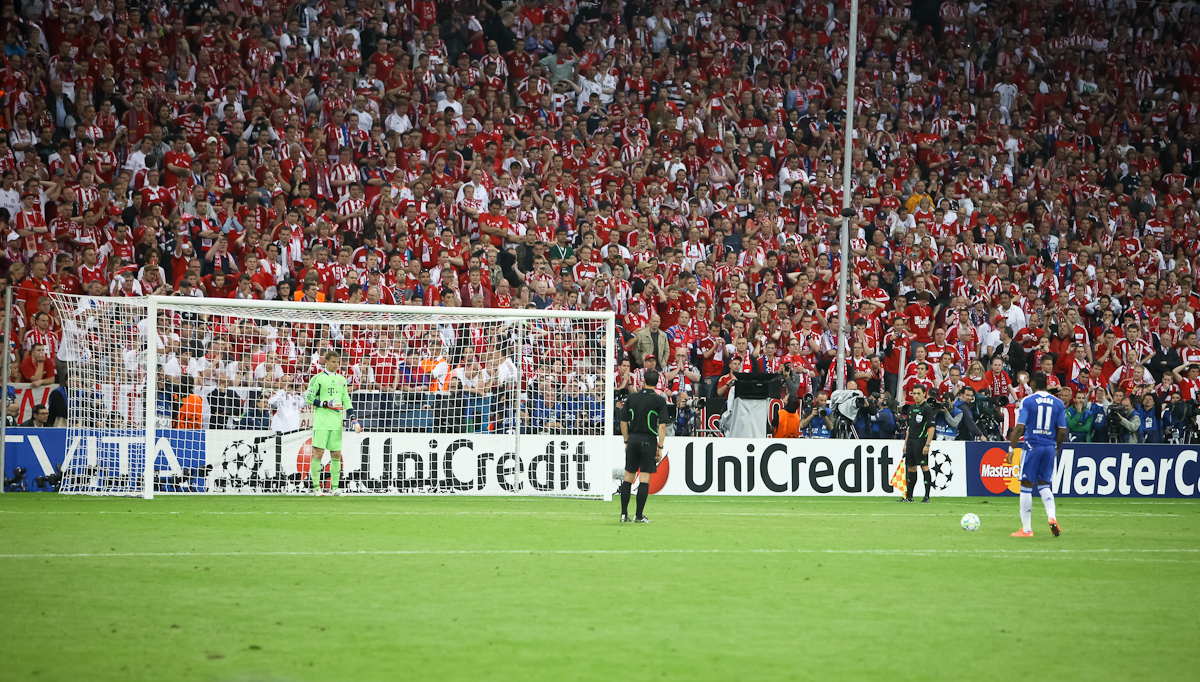
Нойер (в воротах) перед решающим ударом Дидье Дрогба в финале Лиги чемпионов, 2012 год

Сезон 2012/13 стал для команды Нойера более успешным. «Бавария» одержала победу в Бундеслиге с рекордным отрывом в 25 очков от идущей второй дортмундской «Боруссии», благодаря чему Мануэль впервые стал чемпионом страны. За тот сезон в чемпионате он пропустил 18 мячей, а также 18 раз оставил свои ворота «сухими» — оба этих результата стали рекордными. Выступление мюнхенского клуба в Лиге чемпионов аналогично завершилось удачным образом. «Бавария» дошла до финала этого турнира, где впервые в истории встречались две немецкие команды. Соперником «баварцев» стала «Боруссия», практически весь матч прошёл с равным счётом, однако гол Арьена Роббена на последних минутах игры установил итоговый счёт — 2:1 в пользу «Баварии». Нойер сыграл одну из ключевых ролей в том матче, он даже смог принять участие в первом забитом мяче своей команды: именно после его передачи на Франка Рибери началась атака команды, в итоге завершившаяся голом. Спустя неделю после финала Лиги чемпионов «Бавария» одержала победу и в Кубке Германии и тем самым выиграла «требл». В том году Мануэль был впервые признан лучшим вратарём мира по версии МФФИИС. После окончания сезона тренер Хайнкес объявил о завершении карьеры, на его должность был назначен Пеп Гвардиола.

#### Номинация на «Золотой мяч», внутренний успех (2013—2015)
Гвардиола придерживался тактики, в основе которой лежит владение мячом. Этот тренер хотел, чтобы в построении игры принимали участие все игроки команды. В его предыдущей команде — «Барселоне» голкипер Виктор Вальдес пытался играть в роли вратаря-либеро, такое видение тренера отражалось большими перспективами для дальнейшего развития Нойера. В итоге он улучшил свою игру под руководством Гвардиолы, тренер отмечал, что Мануэль слишком часто отдавал передачи прямо на нападающего, в итоге голкипер стал чаще играть в короткий пас. Длинные передачи Нойера тоже преобразились: он стал чаще отдавать мяч игрокам центра поля и крайним защитникам. Под руководством Гвардиолы Нойер стал принимать ещё большее участие в игре команды, отдавать больше передач, а также чаще владеть мячом. И Нойер, и Гвардиола были очень довольны работой друг с другом. Несмотря на всё это, тактика Гвардиолы начала работать не сразу. «Бавария» проиграла матч за Суперкубок Германии в июле 2013 года против дортмундской «Боруссии», однако уже в конце августа выиграла очередной трофей — Суперкубок УЕФА, в том матче мюнхенский клуб смог обыграть «Челси» в серии пенальти. Чемпионат Германии, как и в предыдущем сезоне, завершился для «Баварии» чемпионским титулом, победа в Бундеслиге была закреплена ещё до окончания турнира. Сам Нойер отмечал, что под руководством Гвардиолы защита команды стала сильнее, в связи с чем у него появилось больше возможностей помогать своей команде вне штрафной площади. В Лиге чемпионов 2013/14 «Баварии» удалось дойти до стадии 1/2 финала, там по сумме двух игр со счётом 0:5 победу одержал «Реал Мадрид». Вскоре после этого Мануэль продлил свой контракт с «Баварией» до 2019 года. В мае Нойер сыграл в своём четвёртом подряд финале Кубка Германии, в котором «Бавария» одержала победу.
В сезоне 2014/15 «Бавария» продолжила доминировать в немецкой лиге, несмотря на выступление многих игроков команды на чемпионате мира в межсезонье. В первом круге чемпионата мюнхенский клуб одержал 14 побед в 17 матчах, остальные три завершились вничью. Нойер же пропустил за этот период лишь четыре мяча. Он стал одним из главных героев четвертьфинала Кубка Германии. Тогда «Бавария» играла с «Байером 04», однако в составе мюнхенского клуба не было некоторых основных игроков. В частности из-за этого, а также грамотной игры противника счёт остался не открытым как по окончании основного, так и дополнительного времени. Это произошло и благодаря игре Нойера: он смог не пропустить в нескольких опасных моментах по ходу игры. В серии пенальти Мануэль отбил первый же удар игрока соперника — от Йосипа Дрмича. Это позволило «Баварии» выйти вперёд, победить и пройти дальше. Однако выйти в финал этого турнира «баварцам» не удалось, полуфинал против дортмундской «Боруссии» вновь завершился серией пенальти, в которой ни один из игроков «Баварии» не смог забить, в том числе и сам Нойер. Полуфиналом закончилось и выступление мюнхенского клуба в Лиге чемпионов. Несмотря на это, «Бавария» вновь стала чемпионом Германии. Для Нойера данное чемпионство стало третьим подряд. В том году Мануэль во второй раз за карьеру был признан лучшим футболистом года в Германии, а также во второй раз подряд стал лучшим вратарём года по версии МФФИИС и лучшим вратарём Европы по версии УЕФА. Помимо этого, Нойер занял третью строчку в голосовании за награду «Золотой мяч», впереди него были только Криштиану Роналду и Лионель Месси. Мануэль Нойер стал первым вратарём за всю историю вручения данной награды после Льва Яшина, который смог войти в тройку номинантов.

#### Капитанская повязка и второй «требл» (2015—2020)
Новый сезон 2015/16 начался для Мануэля с матча за Суперкубок Германии против «Вольфсбурга». Основное и дополнительное время не выявило победителя, из-за чего игра перешла к серии пенальти. Нойер не смог отразить ни одного из пяти ударов противника, а у «Баварии» свой удар не реализовал Хаби Алонсо, из-за чего трофей достался «Вольфсбургу». В апреле, по ходу того сезона, Нойер продлил свой контракт с «Баварией» до 2021 года. Впоследствии в составе своей команды он в очередной раз выиграл Бундеслигу и Кубок Германии, в Лиге чемпионов «Бавария» выбыла на стадии полуфинала, уступив путёвку в финал испанскому «Атлетико Мадрид».

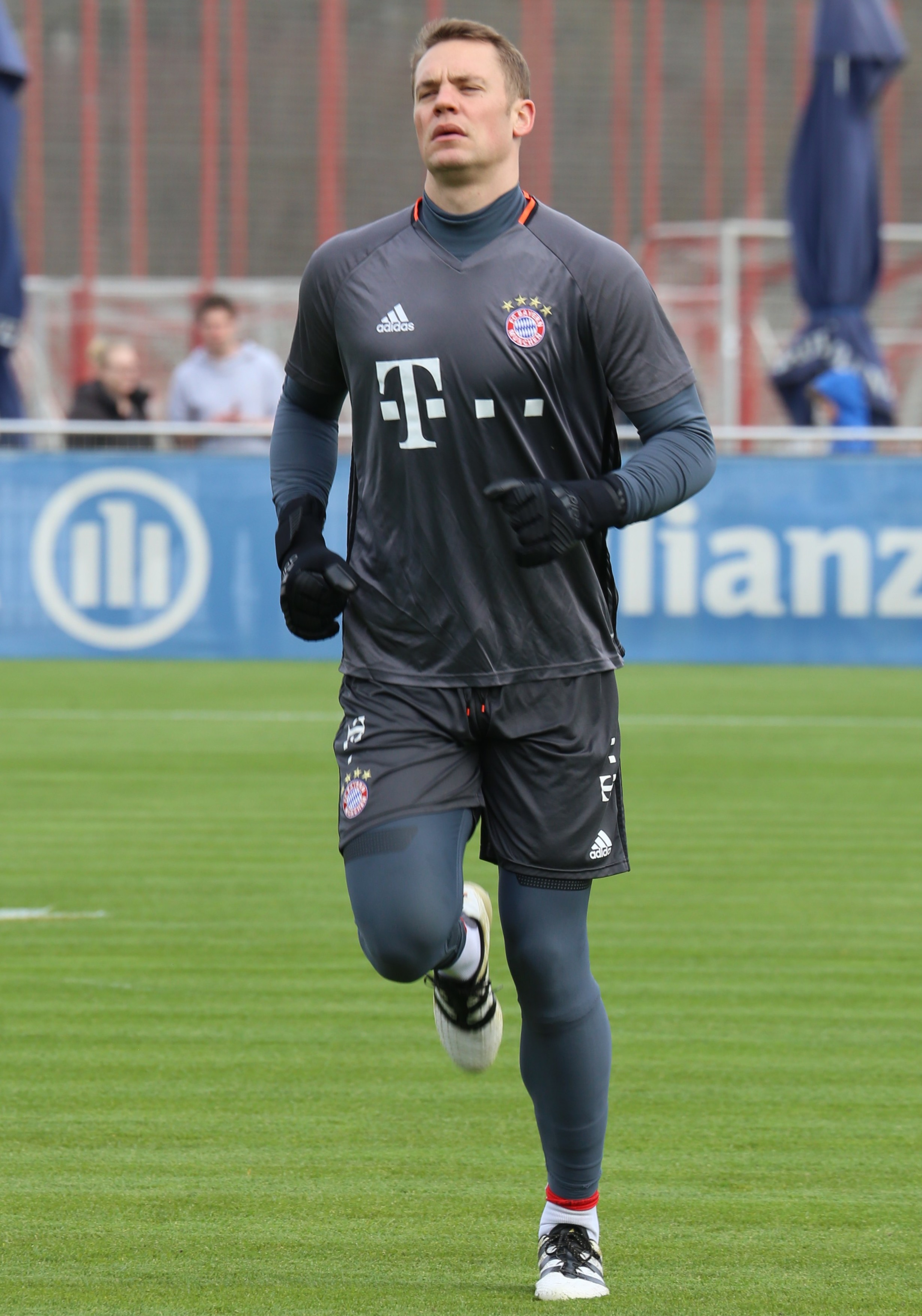
Нойер на тренировке, март 2017 года

Сезон 2016/17 для Нойера и «Баварии» сложился похожим образом. Несмотря на смену тренеров (ушедшего Гвардиолу сменил Карло Анчелотти), «баварцы» вновь одержали победу в Бундеслиге, а также впервые за три года смогли выиграть Суперкубок Германии. Несмотря на эти победы, в Кубке Германии «Бавария» завершила своё выступление в полуфинале, там мюнхенский клуб обыграла дортмундская «Боруссия», так как Нойер пропустил три мяча, а игроки «Баварии» забили только два. В четвертьфинале Лиги чемпионов 2016/17 против мадридского «Реала» Мануэль получил серьёзную травму — перелом плюсневой кости, из-за которой в том сезоне больше не сыграл, вернувшись в состав команды лишь в августе. «Бавария» в игре против испанской команды потерпела поражение и завершила своё выступление в том розыгрыше еврокубка.
В июле 2017 года Нойер был назначен новым капитаном «Баварии» после ухода из футбола Филиппа Лама. В начале сезона 2017/18 он провёл в качестве капитана несколько игр, 12 сентября в свой 100-й раз сыграл в матчах турниров под эгидой УЕФА, однако полученная весной того года травма не прошла для Нойера бесследно. Уже 18 сентября на тренировке перед матчем с «Шальке 04» он получил рецидив своей травмы, из-за чего вновь выбыл на продолжительное время. Той осенью главный тренер клуба Анчелотти был уволен, так как команда показывала невыразительные результаты. Отсутствие Нойера в воротах из-за травмы сказалось на выступлениях команды, в большинстве матчей его заменял Свен Ульрайх. К тренировкам с составом Мануэль вернулся ближе к концу апреля 2018 года, в итоге пропустив семь месяцев. 19 мая Нойер был впервые с сентября включён в состав своей команды, это произошло в финальной игре того розыгрыша Кубка Германии против «Айнтрахта». В итоге он провёл всю игру на скамейке запасных, так и не выйдя на поле. Сезон 2018/19 Мануэль вновь начал с победы в Суперкубке Германии. 24 августа он провёл свой первый матч в Бундеслиге за 341 день, в нём «Баварии» удалось одержать победу над «Хоффенхаймом» (3:1). Во втором матче стадии 1/8 финала Лиги чемпионов в марте 2019 года против «Ливерпуля» Нойер пропустил три мяча, один из них был пропущен из-за его ошибки при выходе из ворот. В результате «Бавария» проиграла английскому клубу со счётом 1:3 и выбыла из турнира. Несмотря на это, «баварцы» под руководством Нико Ковача смогли одержать победы в Кубке Германии и Бундеслиге. 14 апреля в матче против «Фортуны» Нойер получил мышечную травму, из-за которой пропустил часть оставшихся матчей того сезона.
В начале сезона 2019/20 Нойер и его команда проиграли «Боруссии Дортмунд» со счётом 2:0 в матче за Суперкубок Германии. В ноябре, после поражения от «Айнтрахта» со счётом 1:5, главный тренер Ковач был уволен, причина увольнения была в неудовлетворительных результатах команды. После увольнения Ковача тренером команды стал его ассистент, Ханс-Дитер Флик. Под руководством Флика «Бавария» улучшила свои результаты, а Нойер смог набрать хорошую форму и провести серию удачных игр. В мае 2020 года он продлил свой контракт с «Баварией» до 2023 года. По окончании сезона Нойер в составе «Баварии» во второй раз выиграл Лигу чемпионов: он не пропустил ни одного мяча в финале турнира против «Пари Сен-Жермен», благодаря чему немецкий клуб одержал минимальную победу — 1:0. Помимо этого, «Бавария» в очередной раз выиграла Бундеслигу и Кубок Германии, Нойер во второй раз за карьеру стал обладателем «требла». Он стал первым вратарём в истории, который достиг подобного результата. Удачную игру Нойера отмечали одной из ключевых причин успешно проведённого сезона, а также то, что ему удалось вернуться к статусу одного из лучших голкиперов мира после предыдущих невыразительных сезонов, которые стали такими из-за травм и ошибок.

#### Очередные трофеи и новые рекорды (2020—2024)
Сезон 2020/21 начался для Нойера с двух трофеев: Суперкубка Германии и Суперкубка УЕФА. В первом случае «Баварии» удалось обыграть дортмундскую «Боруссию», во втором — «Севилью», причём именно Мануэль сыграл одну из ключевых ролей в той игре, в частности, не пропустив мяч в свои ворота на последних минутах после выхода Юссефа Эн-Несири с ним один-на-один. 21 октября в матче Лиги чемпионов 2020/21 против мадридского «Атлетико» Нойер провёл свой 200-й матч без пропущенных голов в составе «Баварии», для достижения этого результата ему потребовалось провести 394 матча за этот клуб. Благодаря этому Мануэль превзошёл Зеппа Майера (199 «сухих» матчей в 651 игре), впереди него остаётся лишь Оливер Кан (247 «сухих» матчей в 632 играх). Зимой 2020 года на церемонии награждения Нойер получил награду The Best FIFA Goalkeeper, которая вручается лучшему вратарю года по версии ФИФА. 24 января 2021 года он провёл свой 197-й матч «на ноль» в Бундеслиге за 423 игры, благодаря этому Нойер побил рекорд Кана в 196 «сухих» матчей в 557 играх. В феврале Мануэль вместе с «Баварией» выступил на Клубном чемпионате мира, который стал для мюнхенского клуба победным.
10 декабря 2022 года Нойер получил перелом голени правой ноги во время катания на лыжах в районе Шпитцингзе (Бавария), из-за чего вратарь пропустил остаток сезона.
28 октября 2023 года сыграл первый матч после своего восстановления против клуба «Дармштадт 98» (8:0). 29 ноября 2023 года продлил контракт с «Баварией» до 30 июня 2025 года. 12 января 2024 года в матче 17-го тура Бундеслиги против «Хоффенхайма» (3:0) провёл свой 500-й матч за «Баварию» и сравнялся с Бастианом Швайнтайгером по количеству проведённых матчей за мюнхенский клуб. 5 марта Нойер провёл свой 57-й сухой матч в Лиге чемпионов против «Лацио», в котором «баварцы» выиграли со счётом 3:0, и сравнялся по этому показателю с Икером Касильясом. 17 апреля немец побил этот рекорд в ответном матче четвертьфинала против лондонского «Арсенала» (1:0). 8 мая в ответном матче полуфинала Лиги чемпионов против мадридского «Реала» на «Сантьяго Бернабеу» на 66-й минуте мюнхенцы вышли вперёд благодаря мячу Алфонсо Дейвиса, однако на 88-й минуте Мануэль выронил мяч и Хоселу сравнял счёт, а на 1-й компенсированной минуте оформил дубль, в итоге «сливочные» выиграли с общим счётом 4:3 и вышли в финал турнира.
3 декабря 2024 года в матче 1/8 финала Кубка Германии против леверкузенского «Байера» (0:1) Нойер получил первую в своей карьере красную карточку за фол последней надежды против Джереми Фримпонга. 3 февраля 2025 года Нойер продлил контракт с «Баварией» до 30 июня 2026 года.

## Карьера в сборной

### Молодёжные сборные
Мануэль Нойер выступал за различные юношеские сборные Германии. Он начал играть за них ещё с момента пребывания в молодёжной команде «Шальке 04». В составе сборной до 19 лет в 2005 году поехал на чемпионат Европы среди юношей. На том турнире немцы смогли выйти из своей группы, однако на стадии 1/2 финала проиграли сборной Франции, которая и стала победителем турнира. В составе сборной до 21 года Нойер выиграл чемпионат Европы среди молодёжных команд в 2009 году, это произошло благодаря победе со счётом 4:0 над сборной Англии в финале. В пяти играх на том турнире Нойер пропустил только один мяч, за что вошёл в его символическую сборную. Помимо этого, он был признан лучшим вратарём турнира. Из-за своего высокого уровня игры Мануэль стал серьёзным кандидатом на попадание в основную сборную.

### Основная сборная
За главную сборную Германии Нойер дебютировал 2 июня 2009 года в товарищеском матче против сборной ОАЭ (7:2). После ухода из сборной Йенса Леманна наиболее вероятной кандидатурой на роль основного вратаря на предстоящем чемпионате мира был Роберт Энке. Однако в ноябре 2009 года Энке покончил с собой. Из-за такой ситуации основным голкипером сборной на предстоящий турнир был выбран Рене Адлер, однако он повредил ребро, из-за чего не смог поехать на чемпионат мира. В итоге главный тренер Йоахим Лёв сделал выбор в пользу Нойера. На тот момент Мануэлю было 24 года, он стал одним из самых молодых вратарей в истории основной немецкой сборной. На ЧМ-2010 Германия попала в группу с Австралией, Ганой и Сербией. Немецкая сборная выиграла два матча в своей группе и один проиграла, благодаря чему вышла в раунд плей-офф. В матче 1/8 финала против Англии при счёте 2:1 в пользу немцев в ворота Нойера со штрафного удара забил Фрэнк Лэмпард: мяч после его удара отскочил от перекладины и пересёк линию ворот, однако вылетел обратно в поле, где его подобрал Нойер. Судьи не засчитали данный гол, в итоге Германия победила 4:1 и прошла дальше. В матче 1/4 финала Германия встречалась с Аргентиной. По ходу той игры Нойер несколько раз спасал свою команду от забитых голов, что позволило немцам победить 4:0. В полуфинале против Испании Германия потерпела поражение — 0:1, это случилось благодаря голу Карлеса Пуйоля с углового. Для Нойера та игра стала последней на турнире, в матче за третье место принимал участие запасной вратарь Ханс-Йорг Бутт, Германия одержала победу над Уругваем и получила бронзовые медали.

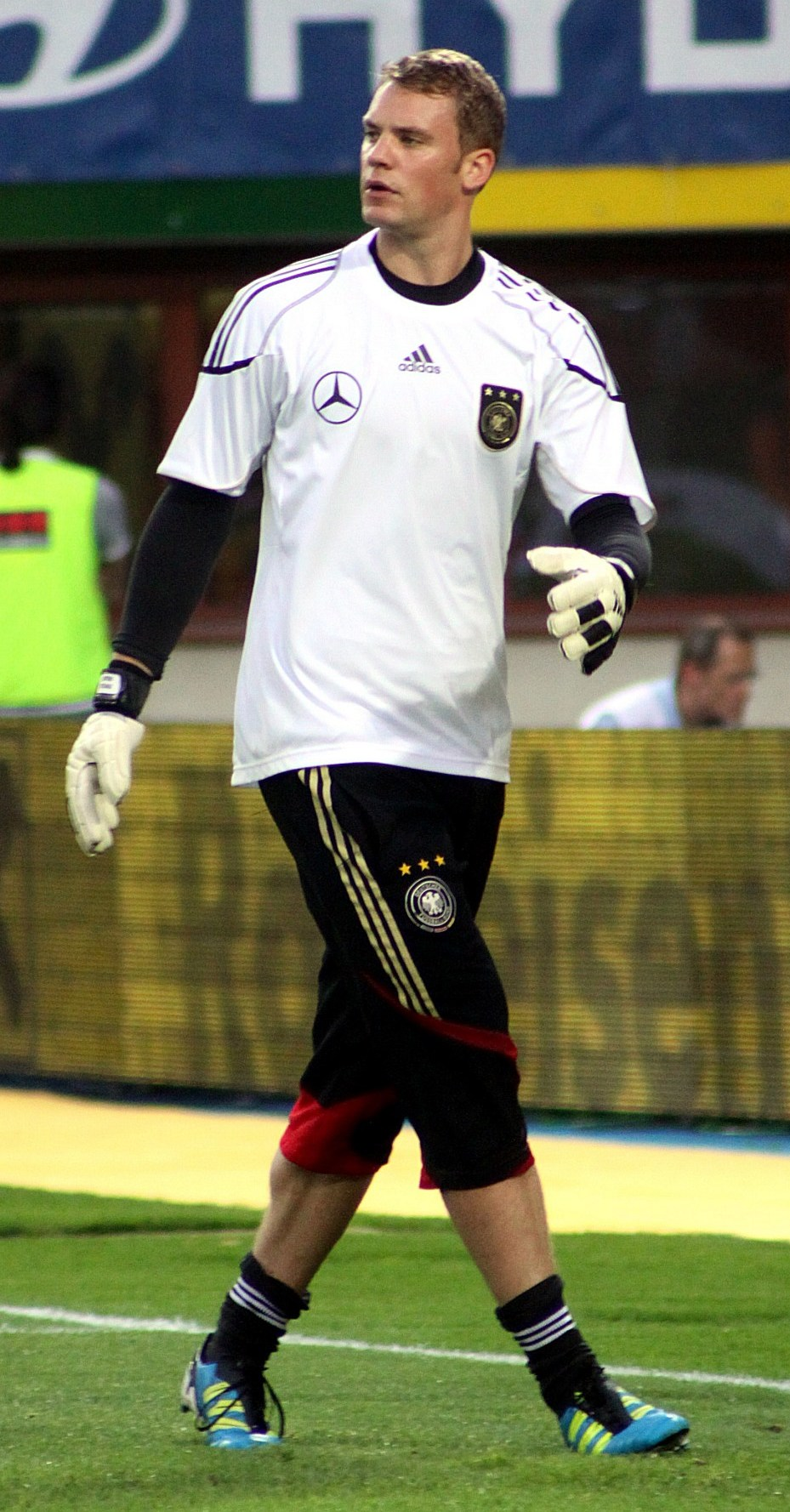
Мануэль Нойер в составе сборной Германии, 2011 год

После продемонстрированного уровня игры на чемпионате мира 2010 года Нойер единолично стал основным вратарём в сборной Германии. Впоследствии он играл в воротах во всех матчах отборочного турнира на чемпионат Европы 2012 года, Германия в итоге вышла на турнир, впервые в истории выиграв десять матчей квалификации из десяти. На самом Евро-2012 Германия заняла первое место в своей группе, одержав три победы в трёх матчах. В игре группового этапа против сборной Португалии Нойер был признан игроком матча. Победой завершился и матч четвертьфинала против сборной Греции, на тот момент Мануэль провёл в составе немецкой сборной 14 победных игр подряд. Однако эта серия завершилась на стадии полуфинала, когда Германия уступила Италии благодаря дублю Марио Балотелли — 1:2.
Сборная Германии смогла пройти отбор на ЧМ-2014, однако участие Нойера в этом турнире было неочевидным. В конце сезона 2013/14 он получил травму плеча, но в итоге всё-таки был включён в состав своей команды на предстоящий турнир. Несмотря на это, сыграет ли Нойер в первом матче группового этапа оставалось неясным. В товарищеских матчах перед турниром играли запасные вратари Роман Вайденфеллер и Рон-Роберт Цилер, однако именно Нойер вышел в первом матче на турнире с Португалией с первых минут. Германия выиграла тот матч, следующая игра с Ганой окончилась ничьей, а последний матч группового этапа против США вновь завершился победой. В итоге немцам удалось выйти из группы. В матче 1/8 финала против Алжира Мануэль выступил в качестве полноценного «вратаря-чистильщика», так как из-за отсутствия некоторых основных игроков тренеру Лёву пришлось пойти на тактические эксперименты, из-за которых игра в обороне не была идеальной. Германия победила 2:1. В четвертьфинале ситуация с отсутствующими игроками стабилизировалась, из-за чего Нойер мог играть более спокойно. На той стадии немцы встретились с французами, благодаря голу Матса Хуммельса в начале игры сборная Германии смогла выйти вперёд, а Нойер сделал несколько важных сейвов по её ходу, благодаря чему немцы одержали победу. В полуфинале против Бразилии Германия выиграла со счётом 7:1 и вышла в финал турнира. В нём немцы играли со сборной Аргентины, в основном времени победителя выявить не удалось, однако в дополнительном времени сборная Германии благодаря голу Марио Гётце смогла обыграть аргентинцев и выиграть чемпионат мира. После окончания турнира Нойер был признан лучшим его вратарём и получил «Золотую перчатку», в семи матчах он четыре раза оставил свои ворота «сухими», а также пропустил только четыре мяча.

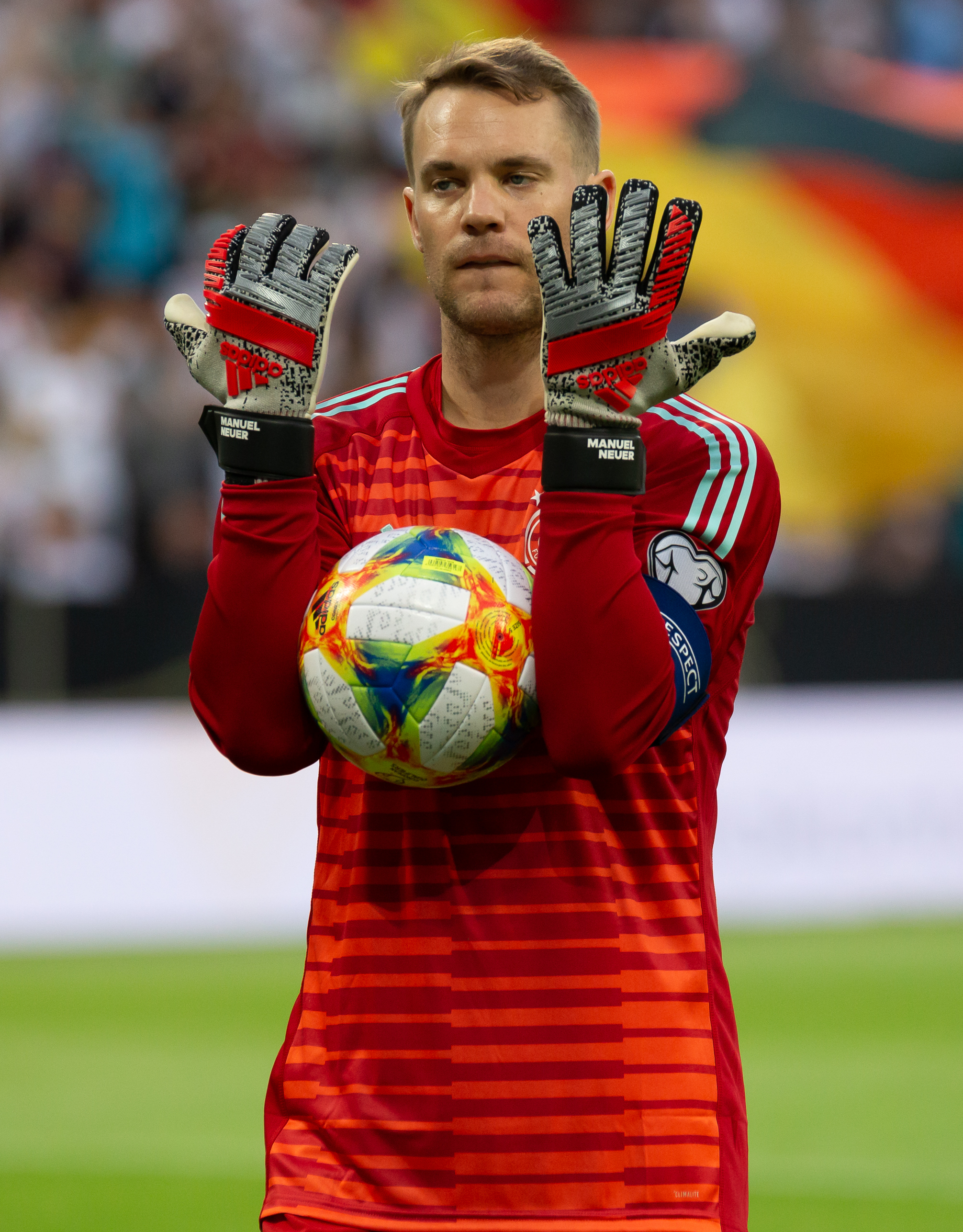
Нойер в матче отборочного турнира на Евро-2020

В мае 2016 года Мануэль был включён в состав немецкой сборной на Евро-2016. Во время турнира он не пропустил ни одного гола во всех трёх матчах группового этапа против Украины, Польши и Северной Ирландии. Его серия без пропущенных мячей продолжилась и в матче 1/8 финала против сборной Словакии. В четвертьфинале против итальянской сборной Нойер всё же пропустил гол в свои ворота, его автором стал Леонардо Бонуччи, реализовавший удар с пенальти. Нойер установил рекорд, не пропустив ни одного гола на крупном турнире в течение 557 минут. Предыдущим рекордсменом был его соотечественник Зепп Майер, который не пропускал на протяжении 481 минуты. Матч с итальянцами закончился ничьей после основного времени, в дополнительном также не удалось определить победителя. В серии пенальти Мануэль помог своей команде победить, отразив удары от двух игроков сборной Италии, причём одним из них был Бонуччи, ранее забивший Нойеру. Мануэль был определён лучшим игроком того матча. Германия завершила своё выступление на Евро-2016 в полуфинале, где сильнее оказалась сборная Франции, которая благодаря дублю Антуана Гризманна одержала победу 2:0.
Перед началом квалификации на ЧМ-2018, 1 сентября 2016 года Мануэль Нойер был назначен новым капитаном национальной сборной после ухода из команды Бастиана Швайнштайгера. Весной 2017 года Нойер получил серьёзную травму и последующий рецидив, из-за чего выбыл из строя на долгое время, тем не менее Мануэль был включён в состав своей команды на ЧМ-2018. В качестве капитана он вышел на поле в первом же матче группового этапа против Мексики, однако сборная Германии проиграла тот матч со счётом 0:1. Во втором матче группового этапа против сборной Швеции немецкая сборная смогла на последних минутах одержать победу 2:1, однако это не помогло Германии удачно продолжить турнир: следующий матч против сборной Республики Кореи немцы проиграли и завершили своё выступление на турнире. 11 июня 2019 года в игре отборочного этапа на Евро-2020 против Эстонии Нойер провёл свой 37-й «сухой» матч за сборную и побил рекорд, установленный до него Зеппом Майером. В матче группового этапа Лиги наций 2020/21 против сборной Испании Нойер пропустил в свои ворота шесть мячей, что стало его личным антирекордом: до этого момента он ни разу не пропускал шесть или более мячей в одной игре за всю профессиональную карьеру. 7 июня 2021 года в товарищеском матче с Латвией (7:1) Нойер провёл свой 100-й матч за сборную. Он стал первым вратарём, которому удалось достичь данной отметки в матчах немецкой национальной команды.
В марте 2024 года главный тренер сборной Германии Юлиан Нагельсман заявил, что Нойер станет основным вратарём сборной на Евро-2024.
21 августа 2024 года Нойер заявил о завершении карьеры в сборной Германии.

## Характеристика игрока

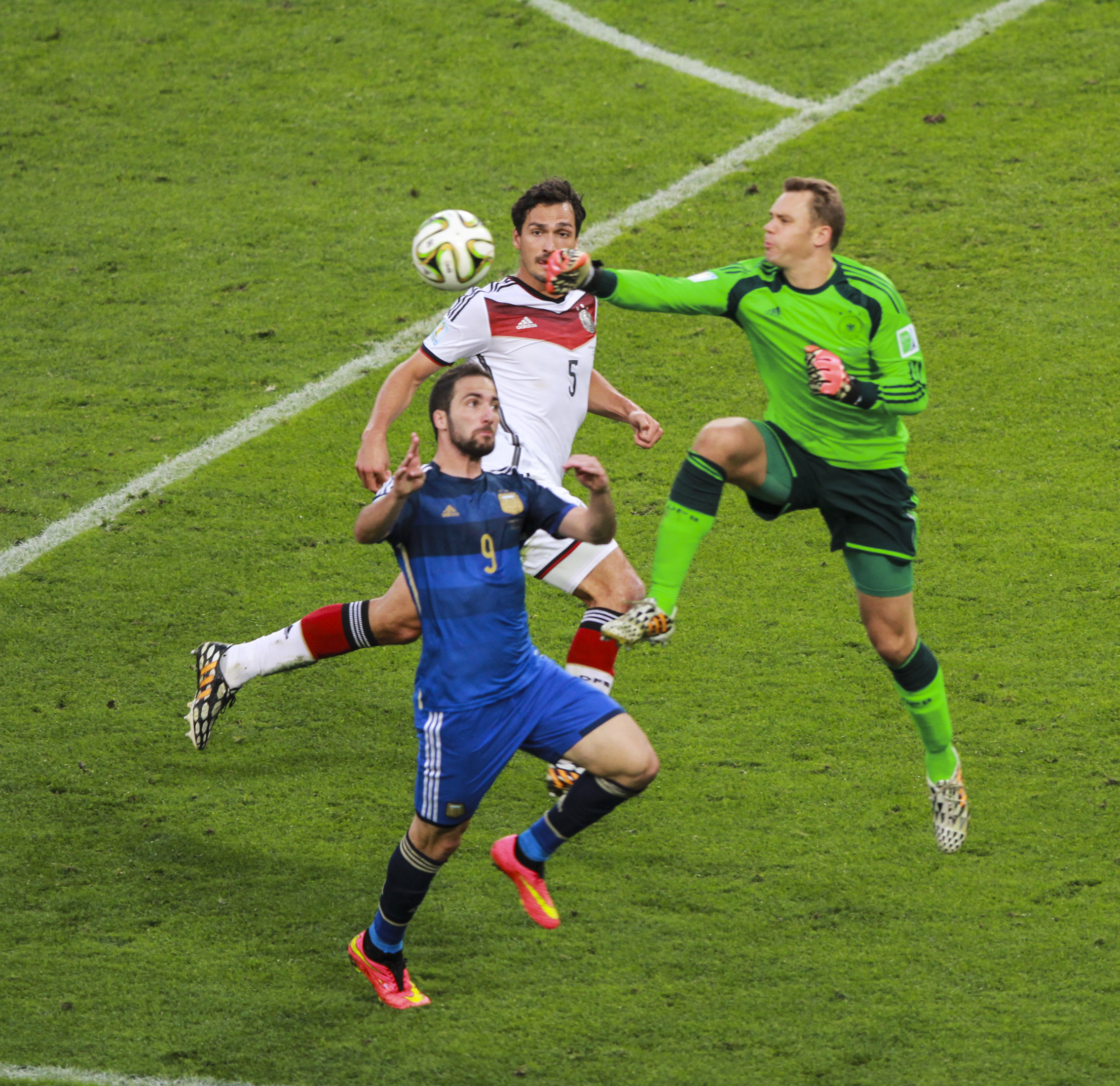
Мануэль Нойер отражает атаку Гонсало Игуаина. Финальный поединок Чемпионата Мира по футболу 2014 года между сборными Германии и Аргентины, 13 июля 2014 года.

Некоторые СМИ, такие как Bleacher Report и 90min.com отмечают, что Нойер является одним из лучших вратарей в истории футбола. Он известен благодаря своему необычному для вратаря стилю игры — немец часто выбегает из своих ворот и помогает обороне. Его действия подходят под определение позиции либеро, на которой раньше выступали защитники, однако со временем правило офсайда сделало эту роль неактуальной. Мануэль Нойер считается революционером в этой области, так как в частности именно благодаря его удачным выступлениям вне ворот в футболе появился тренд на активное задействование вратарей в построении игры своей команды. Goal отмечает, что в этом компоненте он схож с единственным вратарём-обладателем «Золотого мяча» Львом Яшиным, который в своё время аналогично расширил привычное понимание о грамотной игре вратаря. Однако стиль игры Нойера не всегда вызывал лишь положительные отзывы. Часть публики воспринимала активное участие вратаря в игре своей команды очень серьёзным риском, считая, что он должен заниматься привычной для вратаря деятельностью — отбивать мячи возле своих ворот. В подобном отношении играли роль и ошибки, совершаемые Нойером в течение своей карьеры, которые, однако, не заставили голкипера усомниться в своём стиле. Сам Мануэль отмечает, что не является изобретателем такой манеры игры, он ориентировался на кумиров своего детства — Йенса Леманна и Эдвина ван дер Сара.
Помимо необычных для вратаря действий, Нойер выделяется и стандартными качествами игрока на этой позиции. Он является высоким и крупным игроком, сильным с физической точки зрения. Эксперты отмечают его хладнокровие, концентрацию и способность быстро адаптироваться к любой ситуации на поле, принимать правильные решения. Мануэль обладает быстрой реакцией, которая позволяет ему отражать удары, ловкостью, а также умением отдавать точные передачи. Сильной стороной голкипера является и ввод мяча рукой на дальние расстояния. Кроме того, он часто отбивает пенальти. При необходимости Мануэль может пробить пенальти в ворота противника и сам.
Несмотря на различные положительные оценки стиля игры Нойера и его роль в развитии позиции вратаря в футболе, некоторые люди критикуют его за постоянное поднятие руки после пропущенных в свои ворота голов. Это сигнализирует судье о положении вне игры или другом допущенном нарушении, что зачастую не соответствует действительности. У этого жеста даже появилось собственное обозначение в немецком языке — «Reklamierarm» (примерный перевод — «рука возражения»).

## Личная жизнь
С 2009 по 2014 год Мануэль Нойер был в отношениях со стилистом Катрин Гильх (род. 1984). В 2015 году он начал встречаться с Ниной Вайс (род. 1993), студенткой Берлинского университета, также занимающейся конным спортом. Летом 2017 года Нойер и Вайс поженились. В начале 2020 года пара рассталась, после чего Нойер начал встречаться с гандболисткой Аникой Биссель (род. 2000). В октябре 2023 года пара поженилась и объявила о беременности. В марте 2024 года у Мануэля и Аники родился сын Лука.
Нойер является католиком. В 2010 году Мануэль основал благотворительную организацию под названием Manuel Neuer Kids Foundation, её целью стала поддержка проектов помощи детям и подросткам из неблагополучных семей. В 2012 году Нойер выиграл 500 тысяч евро в телевикторине Wer wird Millionär?, которые направил на благотворительность. В 2014 году благотворительная организация футболиста открыла дом детского развития в Гельзенкирхене, часть средств на постройку здания покрыли выигранные в телепередаче деньги.
Помимо этого, Мануэль озвучивал персонажа Фрэнка Маккея в немецкой версии мультфильма «Университет монстров».

## Статистика выступлений

### Клубная статистика
| Клуб             | Сезон            | Лига | Лига | Кубок страны | Кубок страны | Еврокубки | Еврокубки | Другие | Другие | Итого | Итого |
| Клуб             | Сезон            | Игры | Голы | Игры         | Голы         | Игры      | Голы      | Игры   | Голы   | Игры  | Голы  |
| ---------------- | ---------------- | ---- | ---- | ------------ | ------------ | --------- | --------- | ------ | ------ | ----- | ----- |
| Шальке 04 II     | 2003/04          | 1    | −1   | —            | —            | —         | —         | —      | —      | 1     | −1    |
| Шальке 04 II     | 2004/05          | 1    | 0    | —            | —            | —         | —         | —      | —      | 1     | 0     |
| Шальке 04 II     | 2005/06          | 20   | −21  | —            | —            | —         | —         | —      | —      | 20    | −21   |
| Шальке 04 II     | 2006/07          | 3    | −3   | —            | —            | —         | —         | —      | —      | 3     | −3    |
| Шальке 04 II     | 2008/09          | 1    | 0    | —            | —            | —         | —         | —      | —      | 1     | 0     |
| Шальке 04 II     | Итого            | 26   | −25  | —            | —            | —         | —         | —      | —      | 26    | −25   |
| Шальке 04        | 2006/07          | 27   | −21  | —            | —            | —         | —         | —      | —      | 27    | −21   |
| Шальке 04        | 2007/08          | 34   | −32  | 3            | −1           | 10        | −7        | 3      | −3     | 50    | −43   |
| Шальке 04        | 2008/09          | 27   | −26  | 2            | −2           | 5         | −7        | —      | —      | 34    | −35   |
| Шальке 04        | 2009/10          | 34   | −29  | 5            | −1           | —         | —         | 1      | −2     | 40    | −32   |
| Шальке 04        | 2010/11          | 34   | −44  | 6            | −3           | 12        | −14       | —      | —      | 52    | −61   |
| Шальке 04        | Итого            | 156  | −152 | 16           | −7           | 27        | −28       | 4      | −5     | 203   | −192  |
| Бавария          | 2011/12          | 33   | −22  | 5            | −6           | 14        | −9        | —      | —      | 52    | −37   |
| Бавария          | 2012/13          | 31   | −18  | 5            | −3           | 13        | −11       | 1      | −1     | 50    | −33   |
| Бавария          | 2013/14          | 31   | −18  | 5            | −1           | 12        | −13       | 3      | −2     | 51    | −34   |
| Бавария          | 2014/15          | 32   | −15  | 5            | −3           | 12        | −13       | 1      | −2     | 50    | −33   |
| Бавария          | 2015/16          | 34   | −16  | 5            | −1           | 11        | −11       | 1      | −1     | 51    | −29   |
| Бавария          | 2016/17          | 26   | −13  | 4            | −1           | 9         | −11       | 1      | −0     | 40    | −25   |
| Бавария          | 2017/18          | 3    | −2   | 0            | 0            | 1         | −0        | 0      | 0      | 4     | −2    |
| Бавария          | 2018/19          | 26   | −22  | 3            | −1           | 8         | −8        | 1      | −0     | 38    | −31   |
| Бавария          | 2019/20          | 33   | −31  | 6            | −8           | 11        | −8        | 1      | −2     | 51    | −49   |
| Бавария          | 2020/21          | 33   | −42  | 1            | −2           | 8         | −8        | 4      | −3     | 46    | −55   |
| Бавария          | 2021/22          | 28   | −26  | 1            | −5           | 9         | −6        | 1      | −1     | 39    | −38   |
| Бавария          | 2022/23          | 12   | −11  | 0            | 0            | 3         | 0         | 1      | −3     | 16    | −14   |
| Бавария          | 2023/24          | 23   | −33  | 1            | −2           | 9         | −8        | 0      | 0      | 33    | −43   |
| Бавария          | 2024/25          | 17   | −14  | 3            | −0           | 7         | −9        | 0      | 0      | 27    | −23   |
| Бавария          | Итого            | 362  | −283 | 44           | −33          | 127       | −115      | 15     | −15    | 548   | −450  |
| Всего за карьеру | Всего за карьеру | 544  | −460 | 60           | −40          | 154       | −143      | 19     | −20    | 777   | −667  |

### Статистика за сборную
| Сборная  | Год   | Матчи | Голы |
| -------- | ----- | ----- | ---- |
| Германия |       |       |      |
| 2009     | 2     | −2    |      |
| 2010     | 13    | −5    |      |
| 2011     | 10    | −10   |      |
| 2012     | 11    | −12   |      |
| 2013     | 8     | −8    |      |
| 2014     | 13    | −10   |      |
| 2015     | 6     | −7    |      |
| 2016     | 11    | −6    |      |
| 2017     | 0     | 0     |      |
| 2018     | 10    | −13   |      |
| 2019     | 8     | −7    |      |
| 2020     | 4     | −11   |      |
| 2021     | 12    | −9    |      |
| 2022     | 9     | −11   |      |
| 2024     | 7     | −5    |      |
| Всего    | Всего | 124   | −118 |

### Список матчей за сборную
| Матчи и пропущенные голы Мануэля Нойера за сборную Германии | Матчи и пропущенные голы Мануэля Нойера за сборную Германии | Матчи и пропущенные голы Мануэля Нойера за сборную Германии | Матчи и пропущенные голы Мануэля Нойера за сборную Германии | Матчи и пропущенные голы Мануэля Нойера за сборную Германии | Матчи и пропущенные голы Мануэля Нойера за сборную Германии | Матчи и пропущенные голы Мануэля Нойера за сборную Германии |
| №                                                           | Дата                                                        | Место проведения                                            | Соперник                                                    | Счёт                                                        | Пропущенные голы                                            | Соревнование                                                |
| ----------------------------------------------------------- | ----------------------------------------------------------- | ----------------------------------------------------------- | ----------------------------------------------------------- | ----------------------------------------------------------- | ----------------------------------------------------------- | ----------------------------------------------------------- |
| 1                                                           | 2 июня 2009                                                 | Дубай                                                       | ОАЭ                                                         | 7:2                                                         | 2                                                           | Товарищеский матч                                           |
| 2                                                           | 18 ноября 2009                                              | Гельзенкирхен                                               | Кот-д’Ивуар                                                 | 2:2                                                         | —                                                           | Товарищеский матч                                           |
| 3                                                           | 13 мая 2010                                                 | Ахен                                                        | Мальта                                                      | 3:0                                                         | —                                                           | Товарищеский матч                                           |
| 4                                                           | 29 мая 2010                                                 | Будапешт                                                    | Венгрия                                                     | 3:0                                                         | —                                                           | Товарищеский матч                                           |
| 5                                                           | 3 июня 2010                                                 | Франкфурт-на-Майне                                          | Босния и Герцеговина                                        | 3:1                                                         | 1                                                           | Товарищеский матч                                           |
| 6                                                           | 13 июня 2010                                                | Дурбан                                                      | Австралия                                                   | 4:0                                                         | —                                                           | ЧМ-2010. Групповой этап                                     |
| 7                                                           | 18 июня 2010                                                | Порт-Элизабет                                               | Сербия                                                      | 0:1                                                         | 1                                                           | ЧМ-2010. Групповой этап                                     |
| 8                                                           | 23 июня 2010                                                | Йоханнесбург                                                | Гана                                                        | 1:0                                                         | —                                                           | ЧМ-2010. Групповой этап                                     |
| 9                                                           | 27 июня 2010                                                | Блумфонтейн                                                 | Англия                                                      | 4:1                                                         | 1                                                           | ЧМ-2010. 1/8 финала                                         |
| 10                                                          | 3 июля 2010                                                 | Кейптаун                                                    | Аргентина                                                   | 4:0                                                         | —                                                           | ЧМ-2010. 1/4 финала                                         |
| 11                                                          | 7 июля 2010                                                 | Дурбан                                                      | Испания                                                     | 0:1                                                         | 1                                                           | ЧМ-2010. 1/2 финала                                         |
| 12                                                          | 3 сентября 2010                                             | Брюссель                                                    | Бельгия                                                     | 1:0                                                         | —                                                           | Отборочный матч ЧЕ-2012                                     |
| 13                                                          | 7 сентября 2010                                             | Кёльн                                                       | Азербайджан                                                 | 6:1                                                         | 1                                                           | Отборочный матч ЧЕ-2012                                     |
| 14                                                          | 8 октября 2010                                              | Берлин                                                      | Турция                                                      | 3:0                                                         | —                                                           | Отборочный матч ЧЕ-2012                                     |
| 15                                                          | 12 октября 2010                                             | Астана                                                      | Казахстан                                                   | 3:0                                                         | —                                                           | Отборочный матч ЧЕ-2012                                     |
| 16                                                          | 9 февраля 2011                                              | Дортмунд                                                    | Италия                                                      | 1:1                                                         | 1                                                           | Товарищеский матч                                           |
| 17                                                          | 26 марта 2011                                               | Кайзерслаутерн                                              | Казахстан                                                   | 4:0                                                         | —                                                           | Отборочный матч ЧЕ-2012                                     |
| 18                                                          | 29 мая 2011                                                 | Зинсхайм                                                    | Уругвай                                                     | 2:1                                                         | 1                                                           | Товарищеский матч                                           |
| 19                                                          | 3 июня 2011                                                 | Вена                                                        | Австрия                                                     | 2:1                                                         | 1                                                           | Отборочный матч ЧЕ-2012                                     |
| 20                                                          | 7 июня 2011                                                 | Баку                                                        | Азербайджан                                                 | 3:1                                                         | 1                                                           | Отборочный матч ЧЕ-2012                                     |
| 21                                                          | 10 августа 2011                                             | Штутгарт                                                    | Бразилия                                                    | 3:2                                                         | 2                                                           | Товарищеский матч                                           |
| 22                                                          | 2 сентября 2011                                             | Гельзенкирхен                                               | Австрия                                                     | 6:2                                                         | 2                                                           | Отборочный матч ЧЕ-2012                                     |
| 23                                                          | 7 октября 2011                                              | Стамбул                                                     | Турция                                                      | 3:1                                                         | 1                                                           | Отборочный матч ЧЕ-2012                                     |
| 24                                                          | 11 октября 2011                                             | Дюссельдорф                                                 | Бельгия                                                     | 3:1                                                         | 1                                                           | Отборочный матч ЧЕ-2012                                     |
| 25                                                          | 15 ноября 2011                                              | Гамбург                                                     | Нидерланды                                                  | 3:0                                                         | —                                                           | Товарищеский матч                                           |
| 26                                                          | 31 мая 2012                                                 | Лейпциг                                                     | Израиль                                                     | 2:0                                                         | —                                                           | Товарищеский матч                                           |
| 27                                                          | 9 июня 2012                                                 | Львов                                                       | Португалия                                                  | 1:0                                                         | —                                                           | ЧЕ-2012. Групповой этап                                     |
| 28                                                          | 13 июня 2012                                                | Харьков                                                     | Нидерланды                                                  | 2:1                                                         | 1                                                           | ЧЕ-2012. Групповой этап                                     |
| 29                                                          | 17 июня 2012                                                | Львов                                                       | Дания                                                       | 2:1                                                         | 1                                                           | ЧЕ-2012. Групповой этап                                     |
| 30                                                          | 22 июня 2012                                                | Гданьск                                                     | Греция                                                      | 4:2                                                         | 2                                                           | ЧЕ-2012. 1/4 финала                                         |
| 31                                                          | 28 июня 2012                                                | Варшава                                                     | Италия                                                      | 1:2                                                         | 2                                                           | ЧЕ-2012. 1/2 финала                                         |
| 32                                                          | 7 сентября 2012                                             | Ганновер                                                    | Фарерские острова                                           | 3:0                                                         | —                                                           | Отборочный матч ЧМ-2014                                     |
| 33                                                          | 11 сентября 2012                                            | Вена                                                        | Австрия                                                     | 2:1                                                         | 1                                                           | Отборочный матч ЧМ-2014                                     |
| 34                                                          | 12 октября 2012                                             | Дублин                                                      | Ирландия                                                    | 6:1                                                         | 1                                                           | Отборочный матч ЧМ-2014                                     |
| 35                                                          | 16 октября 2012                                             | Берлин                                                      | Швеция                                                      | 4:4                                                         | 4                                                           | Отборочный матч ЧМ-2014                                     |
| 36                                                          | 14 ноября 2012                                              | Амстердам                                                   | Нидерланды                                                  | 0:0                                                         | —                                                           | Товарищеский матч                                           |
| 37                                                          | 22 марта 2013                                               | Астана                                                      | Казахстан                                                   | 3:0                                                         | —                                                           | Отборочный матч ЧМ-2014                                     |
| 38                                                          | 26 марта 2013                                               | Нюрнберг                                                    | Казахстан                                                   | 4:1                                                         | 1                                                           | Отборочный матч ЧМ-2014                                     |
| 39                                                          | 14 августа 2013                                             | Кайзерслаутерн                                              | Парагвай                                                    | 3:3                                                         | 3                                                           | Товарищеский матч                                           |
| 40                                                          | 6 сентября 2013                                             | Мюнхен                                                      | Австрия                                                     | 3:0                                                         | —                                                           | Отборочный матч ЧМ-2014                                     |
| 41                                                          | 10 сентября 2013                                            | Торсхавн                                                    | Фарерские острова                                           | 3:0                                                         | —                                                           | Отборочный матч ЧМ-2014                                     |
| 42                                                          | 11 октября 2013                                             | Кёльн                                                       | Ирландия                                                    | 3:0                                                         | —                                                           | Отборочный матч ЧМ-2014                                     |
| 43                                                          | 15 октября 2013                                             | Сольна                                                      | Швеция                                                      | 5:3                                                         | 3                                                           | Отборочный матч ЧМ-2014                                     |
| 44                                                          | 15 ноября 2013                                              | Милан                                                       | Италия                                                      | 1:1                                                         | 1                                                           | Товарищеский матч                                           |
| 45                                                          | 5 марта 2014                                                | Штутгарт                                                    | Чили                                                        | 1:0                                                         | —                                                           | Товарищеский матч                                           |
| 46                                                          | 16 июня 2014                                                | Сальвадор                                                   | Португалия                                                  | 4:0                                                         | —                                                           | ЧМ-2014. Групповой этап                                     |
| 47                                                          | 21 июня 2014                                                | Форталеза                                                   | Гана                                                        | 2:2                                                         | 2                                                           | ЧМ-2014. Групповой этап                                     |
| 48                                                          | 26 июня 2014                                                | Ресифи                                                      | США                                                         | 1:0                                                         | —                                                           | ЧМ-2014. Групповой этап                                     |
| 49                                                          | 30 июня 2014                                                | Порту-Алегри                                                | Алжир                                                       | 2:1                                                         | 1                                                           | ЧМ-2014. 1/8 финала                                         |
| 50                                                          | 4 июля 2014                                                 | Рио-де-Жанейро                                              | Франция                                                     | 1:0                                                         | —                                                           | ЧМ-2014. 1/4 финала                                         |
| 51                                                          | 8 июля 2014                                                 | Белу-Оризонти                                               | Бразилия                                                    | 7:1                                                         | 1                                                           | ЧМ-2014. 1/2 финала                                         |
| 52                                                          | 13 июля 2014                                                | Рио-де-Жанейро                                              | Аргентина                                                   | 1:0                                                         | —                                                           | ЧМ-2014. Финал                                              |
| 53                                                          | 3 сентября 2014                                             | Дюссельдорф                                                 | Аргентина                                                   | 2:4                                                         | 2                                                           | Товарищеский матч                                           |
| 54                                                          | 7 сентября 2014                                             | Дортмунд                                                    | Шотландия                                                   | 2:1                                                         | 1                                                           | Отборочный матч ЧЕ-2016                                     |
| 55                                                          | 11 октября 2014                                             | Варшава                                                     | Польша                                                      | 0:2                                                         | 2                                                           | Отборочный матч ЧЕ-2016                                     |
| 56                                                          | 14 октября 2014                                             | Гельзенкирхен                                               | Ирландия                                                    | 1:1                                                         | 1                                                           | Отборочный матч ЧЕ-2016                                     |
| 57                                                          | 14 ноября 2014                                              | Нюрнберг                                                    | Гибралтар                                                   | 4:0                                                         | —                                                           | Отборочный матч ЧЕ-2016                                     |
| 58                                                          | 29 марта 2015                                               | Тбилиси                                                     | Грузия                                                      | 2:0                                                         | —                                                           | Отборочный матч ЧЕ-2016                                     |
| 59                                                          | 4 сентября 2015                                             | Франкфурт-на-Майне                                          | Польша                                                      | 3:1                                                         | 1                                                           | Отборочный матч ЧЕ-2016                                     |
| 60                                                          | 7 сентября 2015                                             | Глазго                                                      | Шотландия                                                   | 3:2                                                         | 2                                                           | Отборочный матч ЧЕ-2016                                     |
| 61                                                          | 8 октября 2015                                              | Дублин                                                      | Ирландия                                                    | 0:1                                                         | 1                                                           | Отборочный матч ЧЕ-2016                                     |
| 62                                                          | 11 октября 2015                                             | Лейпциг                                                     | Грузия                                                      | 2:1                                                         | 1                                                           | Отборочный матч ЧЕ-2016                                     |
| 63                                                          | 13 ноября 2015                                              | Париж                                                       | Франция                                                     | 0:2                                                         | 2                                                           | Товарищеский матч                                           |
| 64                                                          | 26 марта 2016                                               | Берлин                                                      | Англия                                                      | 2:3                                                         | 3                                                           | Товарищеский матч                                           |
| 65                                                          | 4 июня 2016                                                 | Гельзенкирхен                                               | Венгрия                                                     | 2:0                                                         | —                                                           | Товарищеский матч                                           |
| 66                                                          | 12 июня 2016                                                | Лилль                                                       | Украина                                                     | 2:0                                                         | —                                                           | ЧЕ-2016. Групповой этап                                     |
| 67                                                          | 16 июня 2016                                                | Сен-Дени                                                    | Польша                                                      | 0:0                                                         | —                                                           | ЧЕ-2016. Групповой этап                                     |
| 68                                                          | 21 июня 2016                                                | Париж                                                       | Северная Ирландии                                           | 1:0                                                         | —                                                           | ЧЕ-2016. Групповой этап                                     |
| 69                                                          | 21 июня 2016                                                | Лилль                                                       | Словакия                                                    | 1:0                                                         | —                                                           | ЧЕ-2016. 1/8 финала                                         |
| 70                                                          | 2 июля 2016                                                 | Бордо                                                       | Италия                                                      | 1:1 (пен. 6:5)                                              | 1                                                           | ЧЕ-2016. 1/4 финала                                         |
| 71                                                          | 7 июля 2016                                                 | Марсель                                                     | Франция                                                     | 0:2                                                         | 2                                                           | ЧЕ-2016. 1/2 финала                                         |
| 72                                                          | 4 сентября 2016                                             | Осло                                                        | Норвегия                                                    | 3:0                                                         | —                                                           | Отборочный матч ЧМ-2018                                     |
| 73                                                          | 8 октября 2016                                              | Гамбург                                                     | Чехия                                                       | 3:0                                                         | —                                                           | Отборочный матч ЧМ-2018                                     |
| 74                                                          | 11 октября 2016                                             | Ганновер                                                    | Северная Ирландия                                           | 2:0                                                         | —                                                           | Отборочный матч ЧМ-2018                                     |
| 75                                                          | 2 июня 2018                                                 | Клагенфурт-ам-Вёртерзе                                      | Австрия                                                     | 1:2                                                         | 2                                                           | Товарищеский матч                                           |
| 76                                                          | 8 июня 2018                                                 | Леверкузен                                                  | Саудовская Аравия                                           | 2:1                                                         | —                                                           | Товарищеский матч                                           |
| 77                                                          | 17 июня 2018                                                | Москва                                                      | Мексика                                                     | 0:1                                                         | 1                                                           | ЧМ-2018. Групповой этап                                     |
| 78                                                          | 23 июня 2018                                                | Сочи                                                        | Швеция                                                      | 2:1                                                         | 1                                                           | ЧМ-2018. Групповой этап                                     |
| 79                                                          | 27 июня 2018                                                | Казань                                                      | Республика Корея                                            | 0:2                                                         | 2                                                           | ЧМ-2018. Групповой этап                                     |
| 80                                                          | 6 сентября 2018                                             | Мюнхен                                                      | Франция                                                     | 0:0                                                         | —                                                           | Лига наций УЕФА 2018/19. Групповой этап                     |
| 81                                                          | 13 октября 2018                                             | Амстердам                                                   | Нидерландов                                                 | 0:3                                                         | 3                                                           | Лига наций УЕФА 2018/19. Групповой этап                     |
| 82                                                          | 16 октября 2018                                             | Сен-Дени                                                    | Франция                                                     | 1:2                                                         | 2                                                           | Лига наций УЕФА 2018/19. Групповой этап                     |
| 83                                                          | 15 ноября 2018                                              | Лейпциг                                                     | Россия                                                      | 3:0                                                         | —                                                           | Товарищеский матч                                           |
| 84                                                          | 19 ноября 2018                                              | Гельзенкирхен                                               | Нидерланды                                                  | 2:2                                                         | 2                                                           | Лига наций УЕФА 2018/19. Групповой этап                     |
| 85                                                          | 20 марта 2019                                               | Вольфсбург                                                  | Сербия                                                      | 1:1                                                         | 1                                                           | Товарищеский матч                                           |
| 86                                                          | 24 марта 2019                                               | Амстердам                                                   | Нидерланды                                                  | 3:2                                                         | 2                                                           | Отборочный матч ЧЕ-2020                                     |
| 87                                                          | 8 июня 2019                                                 | Борисов                                                     | Беларусь                                                    | 2:0                                                         | —                                                           | Отборочный матч ЧЕ-2020                                     |
| 88                                                          | 11 июня 2019                                                | Майнц                                                       | Эстония                                                     | 8:0                                                         | —                                                           | Отборочный матч ЧЕ-2020                                     |
| 89                                                          | 6 сентября 2019                                             | Гамбург                                                     | Нидерланды                                                  | 2:4                                                         | 4                                                           | Отборочный матч ЧЕ-2020                                     |
| 90                                                          | 9 сентября 2019                                             | Белфаст                                                     | Северная Ирландия                                           | 2:0                                                         | —                                                           | Отборочный матч ЧЕ-2020                                     |
| 91                                                          | 13 октября 2019                                             | Таллин                                                      | Эстония                                                     | 3:0                                                         | —                                                           | Отборочный матч ЧЕ-2020                                     |
| 92                                                          | 16 ноября 2019                                              | Мёнхенгладбах                                               | Беларусь                                                    | 4:0                                                         | —                                                           | Отборочный матч ЧЕ-2020                                     |
| 93                                                          | 10 октября 2020                                             | Киев                                                        | Украина                                                     | 2:1                                                         | 1                                                           | Лига наций УЕФА 2020/21. Групповой этап                     |
| 94                                                          | 13 октября 2020                                             | Кёльн                                                       | Швейцария                                                   | 3:3                                                         | 3                                                           | Лига наций УЕФА 2020/21. Групповой этап                     |
| 95                                                          | 14 ноября 2020                                              | Лейпциг                                                     | Украина                                                     | 3:1                                                         | 1                                                           | Лига наций УЕФА 2020/21. Групповой этап                     |
| 96                                                          | 17 ноября 2020                                              | Севилья                                                     | Испания                                                     | 0:6                                                         | 6                                                           | Лига наций УЕФА 2020/21. Групповой этап                     |
| 97                                                          | 25 марта 2021                                               | Дуйсбург                                                    | Исландия                                                    | 3:0                                                         | —                                                           | Отборочный матч ЧМ-2022                                     |
| 98                                                          | 28 марта 2021                                               | Бухарест                                                    | Румыния                                                     | 1:0                                                         | —                                                           | Отборочный матч ЧМ-2022                                     |
| 99                                                          | 2 июня 2021                                                 | Инсбрук                                                     | Дания                                                       | 1:1                                                         | 1                                                           | Товарищеский матч                                           |
| 100                                                         | 7 июня 2021                                                 | Дюссельдорф                                                 | Латвия                                                      | 7:1                                                         | 1                                                           | Товарищеский матч                                           |
| 101                                                         | 15 июня 2021                                                | Мюнхен                                                      | Франция                                                     | 0:1                                                         | 1                                                           | ЧЕ-2020. Групповой этап                                     |
| 102                                                         | 19 июня 2021                                                | Мюнхен                                                      | Португалия                                                  | 4:2                                                         | 2                                                           | ЧЕ-2020. Групповой этап                                     |
| 103                                                         | 23 июня 2021                                                | Мюнхен                                                      | Венгрия                                                     | 2:2                                                         | 2                                                           | ЧЕ-2020. Групповой этап                                     |
| 104                                                         | 29 июня 2021                                                | Мюнхен                                                      | Англия                                                      | 0:2                                                         | 2                                                           | ЧЕ-2020. 1/8 финала                                         |
| 105                                                         | 5 сентября 2021                                             | Штутгарт                                                    | Армения                                                     | 6:0                                                         | —                                                           | Отборочный матч ЧМ-2022                                     |
| 106                                                         | 8 сентября 2021                                             | Рейкьявик                                                   | Исландия                                                    | 4:0                                                         | —                                                           | Отборочный матч ЧМ-2022                                     |
| 107                                                         | 11 октября 2021                                             | Скопье                                                      | Северная Македония                                          | 4:0                                                         | —                                                           | Отборочный матч ЧМ-2022                                     |
| 108                                                         | 11 ноября 2021                                              | Вольфсбург                                                  | Лихтенштейн                                                 | 9:0                                                         | —                                                           | Отборочный матч ЧМ-2022                                     |
| 109                                                         | 29 марта 2022                                               | Амстердам                                                   | Нидерланды                                                  | 1:1                                                         | 1                                                           | Товарищеский матч                                           |
| 110                                                         | 4 июня 2022                                                 | Болонья                                                     | Италия                                                      | 1:1                                                         | 1                                                           | Лига наций УЕФА 2022/23. Групповой этап                     |
| 111                                                         | 7 июня 2022                                                 | Мюнхен                                                      | Англия                                                      | 1:1                                                         | 1                                                           | Лига наций УЕФА 2022/23. Групповой этап                     |
| 112                                                         | 11 июня 2022                                                | Будапешт                                                    | Венгрия                                                     | 1:1                                                         | 1                                                           | Лига наций УЕФА 2022/23. Групповой этап                     |
| 113                                                         | 14 июня 2022                                                | Мёнхенгладбах                                               | Италия                                                      | 5:2                                                         | 2                                                           | Лига наций УЕФА 2022/23. Групповой этап                     |
| 114                                                         | 16 ноября 2022                                              | Маскат                                                      | Оман                                                        | 1:0                                                         | —                                                           | Товарищеский матч                                           |
| 115                                                         | 23 ноября 2022                                              | Доха                                                        | Япония                                                      | 1:2                                                         | 2                                                           | ЧМ-2022. Групповой этап                                     |
| 116                                                         | 27 ноября 2022                                              | Доха                                                        | Испания                                                     | 1:1                                                         | 1                                                           | ЧМ-2022. Групповой этап                                     |
| 117                                                         | 1 декабря 2022                                              | Доха                                                        | Коста-Рика                                                  | 4:2                                                         | 2                                                           | ЧМ-2022. Групповой этап                                     |
| 118                                                         | 3 июня 2024                                                 | Нюрнберг                                                    | Украина                                                     | 0:0                                                         | —                                                           | Товарищеский матч                                           |
| 119                                                         | 7 июня 2024                                                 | Мёнхенгладбах                                               | Греция                                                      | 2:1                                                         | 1                                                           | Товарищеский матч                                           |
| 120                                                         | 14 июня 2024                                                | Мюнхен                                                      | Шотландия                                                   | 5:1                                                         | 1                                                           | ЧЕ-2024. Групповой этап                                     |
| 121                                                         | 19 июня 2024                                                | Штутгарт                                                    | Венгрия                                                     | 2:0                                                         | —                                                           | ЧЕ-2024. Групповой этап                                     |
| 122                                                         | 23 июня 2024                                                | Франкфурт-на-Майне                                          | Швейцария                                                   | 1:1                                                         | 1                                                           | ЧЕ-2024. Групповой этап                                     |
| 123                                                         | 29 июня 2024                                                | Дортмунд                                                    | Дания                                                       | 2:0                                                         | —                                                           | ЧЕ-2024. 1/8 финала                                         |
| 124                                                         | 5 июля 2024                                                 | Штутгарт                                                    | Испания                                                     | 1:2                                                         | 2                                                           | ЧЕ-2024. 1/4 финала                                         |

Итого: 124 матча / 118 пропущенных мячей / 51 «сухой» матч; 81 победа, 23 ничьих, 20 поражений.

## Достижения

### Командные
«Шальке 04»

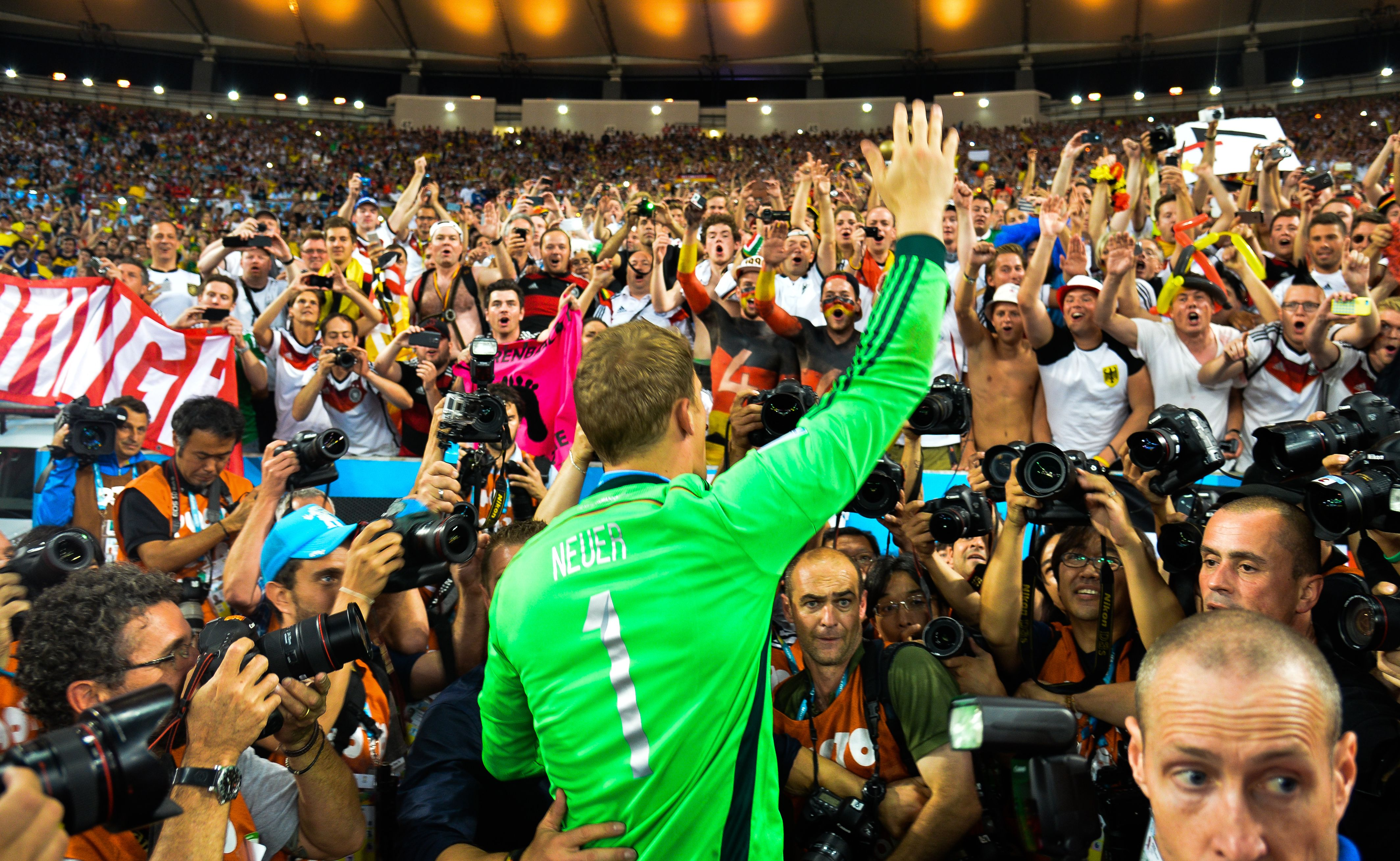
Мануэль Нойер после победы на чемпионате мира в Бразилии

- Обладатель Кубка Германии: 2010/11

«Бавария»
- Чемпион Германии (12): 2012/13, 2013/14, 2014/15, 2015/16, 2016/17, 2017/18, 2018/19, 2019/20, 2020/21, 2021/22, 2022/23, 2024/25
- Обладатель Кубка Германии (5): 2012/13, 2013/14, 2015/16, 2018/19, 2019/20
- Обладатель Суперкубка Германии (8): 2012, 2016, 2017, 2018, 2020, 2021, 2022, 2025
- Победитель Лиги чемпионов УЕФА (2): 2012/13, 2019/20
- Обладатель Суперкубка УЕФА (2): 2013, 2020
- Победитель Клубного чемпионата мира (2): 2013, 2020
- Финалист Лиги чемпионов УЕФА: 2011/12

Сборная Германии (до 21 года)
- Чемпион Европы среди молодёжных команд: 2009

Сборная Германии
- Чемпион мира: 2014
- Бронзовый призёр чемпионата мира: 2010
- Бронзовый призёр чемпионата Европы (2): 2012, 2016

### Личные
- Серебряная Медаль Фрица Вальтера: 2005 (U-19)
- Лучший вратарь молодёжного чемпионата Европы: 2009[174]
- Баварский орден «За заслуги»: 2021[175]
- Серебряный лавровый лист (2): 2010[176], 2014[177]
- Футболист года в Германии (2): 2011[178], 2014[179]
- Третий футболист Европы по версии «Золотого мяча ФИФА»: 2014
- Лучший игрок сборной Германии: 2020[180]
- Вратарь сезона в Бундеслиге по версии Kicker (3): 2010/11, 2019/20[181], 2020/21[182]
- Лучший вратарь Европы по версии УЕФА (5): 2011, 2013, 2014, 2015, 2020
- Входит в состав символической сборной по версии European Sports Media (3): 2011/12, 2012/13, 2014/15
- Входит в состав символической сборной чемпионата Европы по версии УЕФА: 2012[183]
- Лучший вратарь мира по версии МФФИИС (5): 2013, 2014, 2015, 2016, 2020[184]
- Лучший вратарь десятилетия по версии IFFHS (2011—2020)[185]
- Входит в состав символической сборной десятилетия мира по версии IFFHS (2011—2020)[186]
- Входит в состав символической сборной года по версии FIFPro (5): 2013[187], 2014[188], 2015, 2016[189], 2020
- Обладатель награды The Best FIFA Goalkeeper: 2020
- Входит в состав символической сборной года по версии УЕФА (4): 2013, 2014, 2015, 2020
- Входит в состав символической сборной Лиги чемпионов УЕФА (3): 2013/14, 2015/16, 2019/20[190]
- Лучший вратарь Лиги чемпионов УЕФА: 2019/20[191]
- Лучший вратарь чемпионата мира по версии ФИФА: 2014[192]
- Входит в состав символической сборной чемпионата мира по версии ФИФА: 2014[193]
- Лучший футболист года по версии журнала L’Équipe: 2014[194]
- Спортсмен года по версии Международной ассоциации спортивной прессы: 2014[195]
- Входит в команду года Бундеслиги (9): 2010/11, 2012/13[196], 2013/14[197], 2014/15[198], 2015/16[199], 2016/17[200], 2019/20[201], 2020/21[202], 2021/22[203]

### Рекорды
- Наибольшее количество матчей за «Баварию» среди вратарей в Лиге чемпионов: 111
- Наибольшее количество наград лучшему вратарю мира по версии МФФИИС: 5
- Наибольшее количество наград лучшему вратарю европы по версии УЕФА: 5
- Наибольшее количество матчей среди вратарей на чемпионатах мира: 19[204]
- Рекордсмен по матчам за сборную Германии среди вратарей: 117[205]
- Наибольшее кол-во «сухих» матчей за сборную Германии: 48
- Наибольшее кол-во «сухих» матчей за сборную Германии на чемпионатах мира: 7
- Наибольшее кол-во «сухих» матчей за сборную Германии на чемпионатах Европы: 5
- Наибольшее кол-во «сухих» матчей за сборную Германии в отборочных турнирах на чемпионаты мира: 14
- Наибольшее кол-во «сухих» матчей за сборную Германии в отборочных турнирах на чемпионаты Европы: 11
- Наибольшее количество «сухих» матчей в Бундеслиге: 218[206]
- Наибольшее количество «сухих» матчей в одном сезоне Бундеслиге: 21